# Telus Cup – Offensive
Telus Cup – Offensive je hokejová trofej udělovaná každoročně nejlepšímu ofenzivnímu hráči juniorské ligy Quebec Major Junior Hockey League. Tato trofej se mezi lety 1989 a 1994 jmenovala Shell Cup a mezi lety 1994 a 1997 Ford Cup.

## Držitelé Telus Cupu – Offensive
| Sezóna    | Jméno                | Tým                      |
| Telus Cup | Telus Cup            | Telus Cup                |
| --------- | -------------------- | ------------------------ |
| 2005–06   | Alexandr Radulov     | Québec Remparts          |
| 2004–05   | Sidney Crosby        | Rimouski Océanic         |
| 2003–04   | Sidney Crosby        | Rimouski Océanic         |
| 2002–03   | Pierre-Luc Sleigher  | Victoriaville Tigres     |
| 2001–02   | Pierre-Marc Bouchard | Chicoutimi Saguenéens    |
| 2000–01   | Simon Gamache        | Val-d'Or Foreurs         |
| 1999–00   | Brad Richards        | Rimouski Océanic         |
| 1998–99   | James Desmarais      | Rouyn-Noranda Huskies    |
| 1997–98   | Pierre Dagenais      | Rouyn-Noranda Huskies    |
| Ford Cup  |                      |                          |
| 1996–97   | Pavel Rosa           | Hull Olympiques          |
| 1995–96   | Daniel Brière        | Drummondville Voltigeurs |
| 1994–95   | Sébastien Bordeleau  | Hull Olympiques          |
| Shell Cup |                      |                          |
| 1993–94   | Yanick Dubé          | Laval Titan              |
| 1992–93   | René Corbet          | Drummondville Voltigeurs |
| 1991–92   | Martin Gendron       | Saint-Hyacinthe Laser    |
| 1990–91   | Yanic Perreault      | Trois-Rivières Draveurs  |
| 1989–90   | Patrick Lebeau       | Victoriaville Tigres     |